# Карачун (пруд)
Карачун (укр. Карачун) — пруд на северо-западной окраине посёлка Пуща-Водица в Оболонском районе Киева, в районе улиц Селянской и Чернофлотской.

## Описание озера
Небольшой пруд длиной до 450 м, шириной до 80 м и общей площадью 5 га, максимальная глубина достигает 2 м, дно илистое. Берега пруда покрыты смешанным лесом. Входит в каскад прудов, обустроенных на реке Котурке.
Со стороны улицы Селянской на берегу пруда располагается необорудованная зона отдыха «Перлына» («Жемчужина»).